# Миодраг Тарана
Миодраг Тарана (Требиње, 1950 - Нови Сад 1993) био је српски редитељ и оснивач и први директор СРНА филма.

## Биографија
Рођен је 1950. у Требињу. Почео је да се бави филмом још као средњошколац у родном Требињу, снимајући филмове на осмомилиметарској филмској траци. Завршио је студије археологије На Филозофском факултету у Београду током којих се прикључио Академском Кино Клубу. Тада се упознао са Мирком Аврамовићем са којим је реализовао филм „Од мене до тебе“ (1972). У студентским данима добија награде у земљи и Чехословачкој. Послије студија, отишао је у Сарајево гдје је радио 15 година као редитељ на телевизији Сарајево, све до почетка рата у БиХ. У кинематографији присутан као редитељ документараца („ФИКС“, „Нас деветоро и она десета“, „Девојшца из прошлог столећа“, „Југоисточно од раја“, „Срце таме“, „Небеска берба“ и др.). За свој предратни рад награђиван на фестивалима у Француској. Тада је отишао на Пале, гдје је учествовао у формирању Српске радио телевизије (Канала С), садашње Радио телевизије Републике Српске. Почетком јула 1992. године основао је Јавно предузеће Републике Српске „Срна филм“ и био његов први директор. Из „Срна филма“, 2008. године, настала је Кинотека Републике Српске. У ратном периоду снимио је „Љето сам провео“ и „Мир у Јањи“, прве међународно награђене филмове Републике Српске. Погинуо је у саобраћајној несрећи у Новом Саду 1993. године, за вријеме одржавања Међународног филмског фестивала „Златни витез“, који је тада први и једини пут одржан изван граница Русије, управо у Новом Саду. Учешће на овом фестивалу донијело је већ тада „Срна филму“ и прве међународне награде – Сребрног и Бронзаног витеза за филмове „Мир у Јањи“ Зорана Маслића и Миодрага Таране, те „UN pro War“ Миленка Јовановића.

## Филмографија
| Год. | Назив                        | Жанр | Награда                                                                                           |
| ---- | ---------------------------- | ---- | ------------------------------------------------------------------------------------------------- |
| 1970 | Неко куца                    |      |                                                                                                   |
| 1971 | Ифигенија и Онан             |      |                                                                                                   |
| 1972 | Од мене до тебе              |      |                                                                                                   |
| 1972 | Пауза                        |      |                                                                                                   |
| 1986 | Дјевојчица из прошлог вијека |      |                                                                                                   |
| 1991 | Небеска берба                |      |                                                                                                   |
| 1992 | Љето сам провео              |      | Београдски фестивал документарног и краткометражног филма - признање за најбољи видео филм (1993) |
| 1992 | Мир у Јањи                   |      | Сребрени витез                                                                                    |